# Conus spurius lorenzianus
Conus spurius lorenzianus is een ondersoort van de zeeslakkensoort Conus spurius, uit het geslacht Conus. De slak behoort tot de familie Conidae. Conus spurius lorenzianus werd in 1817 beschreven door Dillwyn. Net zoals alle soorten binnen het geslacht Conus zijn deze slakken roofzuchtig en giftig. Zij bezitten een harpoenachtige structuur waarmee ze hun prooi kunnen steken en verlammen.